# 岡田直美
岡田 直美（おかだ なおみ）は、日本のフリーアナウンサー。群馬県高崎市出身、前橋市在住。
まえばしCITYエフエムのパーソナリティを務めている。2014年8月20日には同局のパーソナリティであった日高真理、松本亜希子とともに、前橋市のマスコットキャラクター「ころとん」のアンバサダー（PR大使）に就任した。

## 担当番組
すべてまえばしCITYエフエムの番組。
- M'sガーデン（2011年 - 2017年） - 木曜担当[4]
- L.I.P. Living Information Program（2017年）
- けやきガーデン845（2017年）[5]
- GENKIDO健康ワンポイント「コレで楽だ！」（『おはよう!まえばしcolor』内包番組）
- Family Smile -ファミリースマイル-